# Robi (robot)

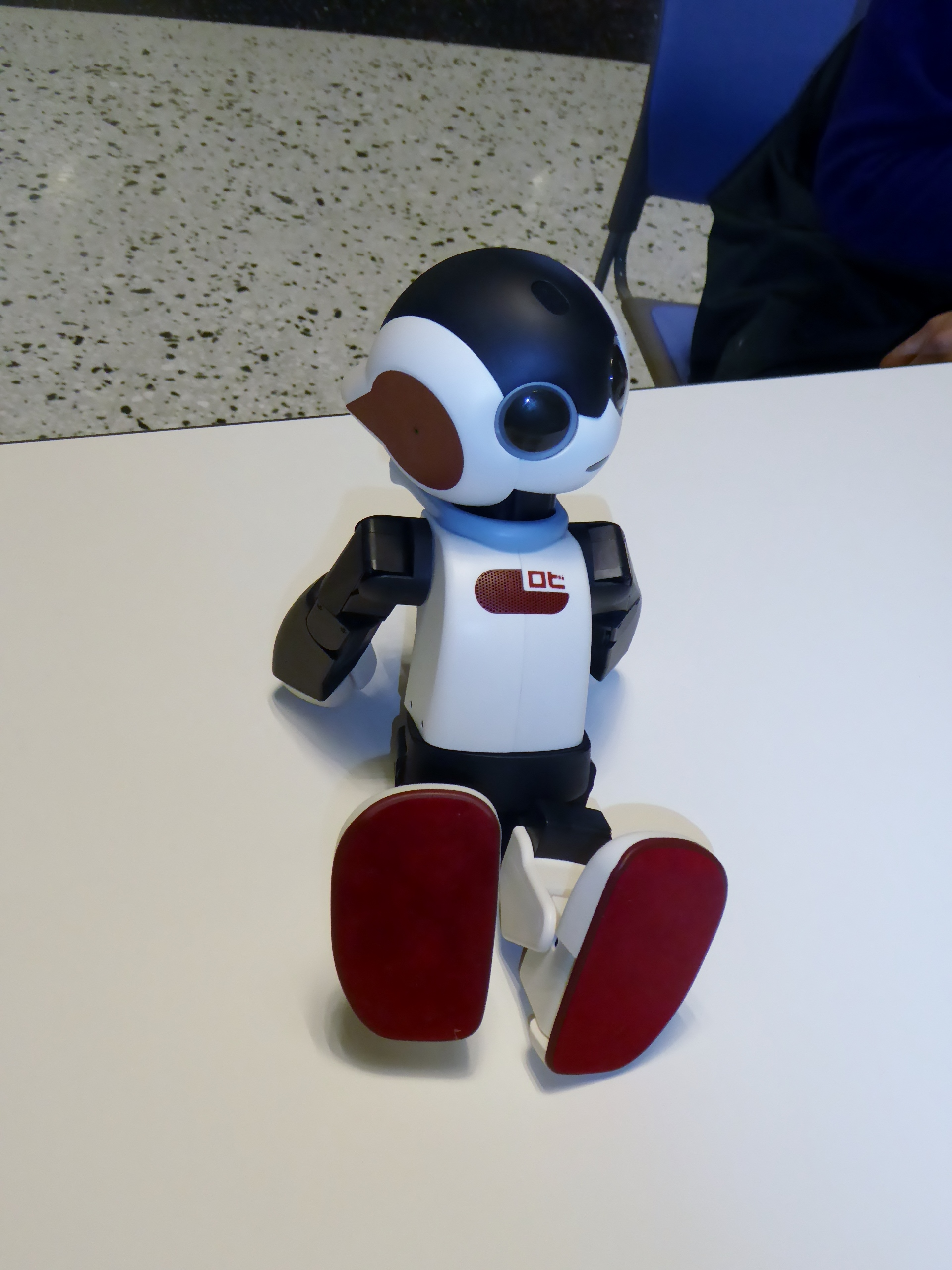
Robi egy asztalon ülve

A Robi (ロビ) kétlábú emberszerű robot, amit Takahasi Tomotaka, a Robo-Garage elnök-vezérigazgatója tervezett. Robi alkatrészei a De Agostini kiadóvállalat Súkan Robi (週刊ROBI; Hepburn: Shūkan Robi, ’Heti Robi’) című magazinjában jelentek meg 2012. október 30. és 2014. július 29. között, hetven lapszámon keresztül. A robot átalakított változata, Kirobo Vakata Kóicsi japán űrhajóssal 2013. augusztus 4-én a Nemzetközi Űrállomásra utazott, ahol két Guinness-rekordot is felállított.
A robot népszerűsége miatt a magazinsorozatot kétszer újrakiadták, illetve Robit mintázó plüssfigurákat, malacperselyeket, kapszulajátékokat, műanyag játékfigurákat, illetve Robi jr. néven egy kisebb változatát is megjelentettek, illetve Ginzában még egy Robi témájú kávézót is nyitottak.

## Design
A robot viszonylag egyszerűen összeszerelhető, működtetéséhez nincs szükség programozói tudásra, így elsősorban gyermekek és technikailag kevésbé jártas személyek számára készítették. Mozgása egyenletes, járása a Takahasi által szabadalmaztatott Shin-Walk („új járás”) technológián alapul. Szája és szemei LED megvilágításúak, utóbbi színe a robot érzelmei szerint változik. A robot nyaka körül egy világoskék „sál” van, ami egyben annak megemelésére szolgáló fogantyú. A kis memóriája miatt képtelen bonyolultabb feladatok elvégzésére: a Vstone gyártmányú mikrokontroller által vezérelt Futaba szervomotorokkal többek között saját magától képes felállni és leülni, sétálni vagy éppen táncolni. Robi a Raytron által gyártott beszédfelismerő technológiájával több, mint kétszáz japán szó felismerésére képes, utasítható például arra, hogy bizonyos idő lejárta után figyelmeztesse a gazdáját, de képes a Sharp Cocorobo robotporszívójával is kommunikálni. A homlokába épített infravörös jeladó segítségével be tudja kapcsolni a televíziót, adót tud váltani rajta és a hangerejét is szabályozhatja. A fülében elhelyezkedő mikrofonok segítségével érzékeli a hang forrását és annak irányába fordítja a fejét. A robotban – Kirobóval és annak helyettesével, Miratával ellentétben – nincs kamera, így nem tudja felismerni a gazdáját vagy a körülötte lévő tárgyakat.

### Specifikációk
|                    | Robi                         | Kirobo/Mirata                |
| ------------------ | ---------------------------- | ---------------------------- |
| Magasság           | 340 milliméter (13 in)       | 340 milliméter (13 in)       |
| Tömeg              | 1000 gramm (2,2 lb)          | 1000 gramm (2,2 lb)          |
| Beszédfelismerő    | Raytron                      | Hoya VoiceText               |
| Működtető rendszer | Futaba RS308MD szervomotorok | Futaba RS308MD szervomotorok |
| Mikrokontroller    | Vstone                       | Vstone                       |
| Kamera             | Nincs                        | Van                          |
| Kapcsolat          | Nincs                        | Van (JAMSS)                  |